# Феррейра, Лусиано
Лусиано Исмаэль Феррейра (исп. Luciano Ismael Ferreyra; родился 19 февраля 2002, Роке Саенс Пенья, Аргентина) — аргентинский футболист, полузащитник клуба «Росарио Сентраль».

## Клубная карьера
Феррейра — воспитанник клуба «Росарио Сентраль». 3 ноября 2020 года в матче против «Годой-Крус» он дебютировал в аргентинской Примере. 11 августа 2021 года в поединке Кубка Либертадорес против бразильского «Ред Булл Брагантино» Лусиано забил свой первый гол за «Росарио Сентраль».

## Международная карьера
В 2019 года Феррейра в составе юношеской сборной Аргентины победил в юношеском чемпионате Южной Америки в Перу. На турнире он сыграл в матчах против команд Колумбии, Перу, Бразилии, Чили, Уругвая и Парагвая. 

## Достижения
Международные
 Аргентина (до 17)
- Победитель юношеского чемпионата Южной Америки — 2019